# Slovenian Juniors 2014
Das Slovenian Juniors 2014 fand als bedeutendstes internationales Nachwuchsturnier von Slowenien im Badminton vom 17. bis zum 19. Oktober 2014 in Mirna statt. Es war die 20. Auflage der Veranstaltung.

## Sieger und Platzierte der Junioren U19
| Disziplin    | Gold                            | Silber                                 | Bronze                                        |
| ------------ | ------------------------------- | -------------------------------------- | --------------------------------------------- |
| Herreneinzel | Muhammed Ali Kurt               | Alex Vlaar                             | Andraž Krapež                                 |
| Herreneinzel | Muhammed Ali Kurt               | Alex Vlaar                             | Mateusz Biernacki                             |
| Dameneinzel  | Kader İnal                      | Büşra Yalçınkaya                       | Katarina Beton                                |
| Dameneinzel  | Kader İnal                      | Büşra Yalçınkaya                       | Aliye Demirbağ                                |
| Herrendoppel | Miha Ivanič Andraž Krapež       | Aleksander Jabłoński Paweł Śmiłowski   | Mateusz Biernacki Przemysław Szydłowski       |
| Herrendoppel | Miha Ivanič Andraž Krapež       | Aleksander Jabłoński Paweł Śmiłowski   | Fethican Değirmenci Ahmetcan Oruç             |
| Damendoppel  | Kader İnal Fatma Nur Yavuz      | Katarina Beton Ema Cizelj              | Andra Olariu Catalina Simionescu              |
| Damendoppel  | Kader İnal Fatma Nur Yavuz      | Katarina Beton Ema Cizelj              | Büşra Ünlü Büşra Yalçınkaya                   |
| Mixed        | Muhammed Ali Kurt Nazlıcan İnci | Paweł Śmiłowski Magdalena Świerczyńska | Collins Valentine Filimon Catalina Simionescu |
| Mixed        | Muhammed Ali Kurt Nazlıcan İnci | Paweł Śmiłowski Magdalena Świerczyńska | Krzysztof Jakowczuk Magda Konieczna           |